# Martin Rushent

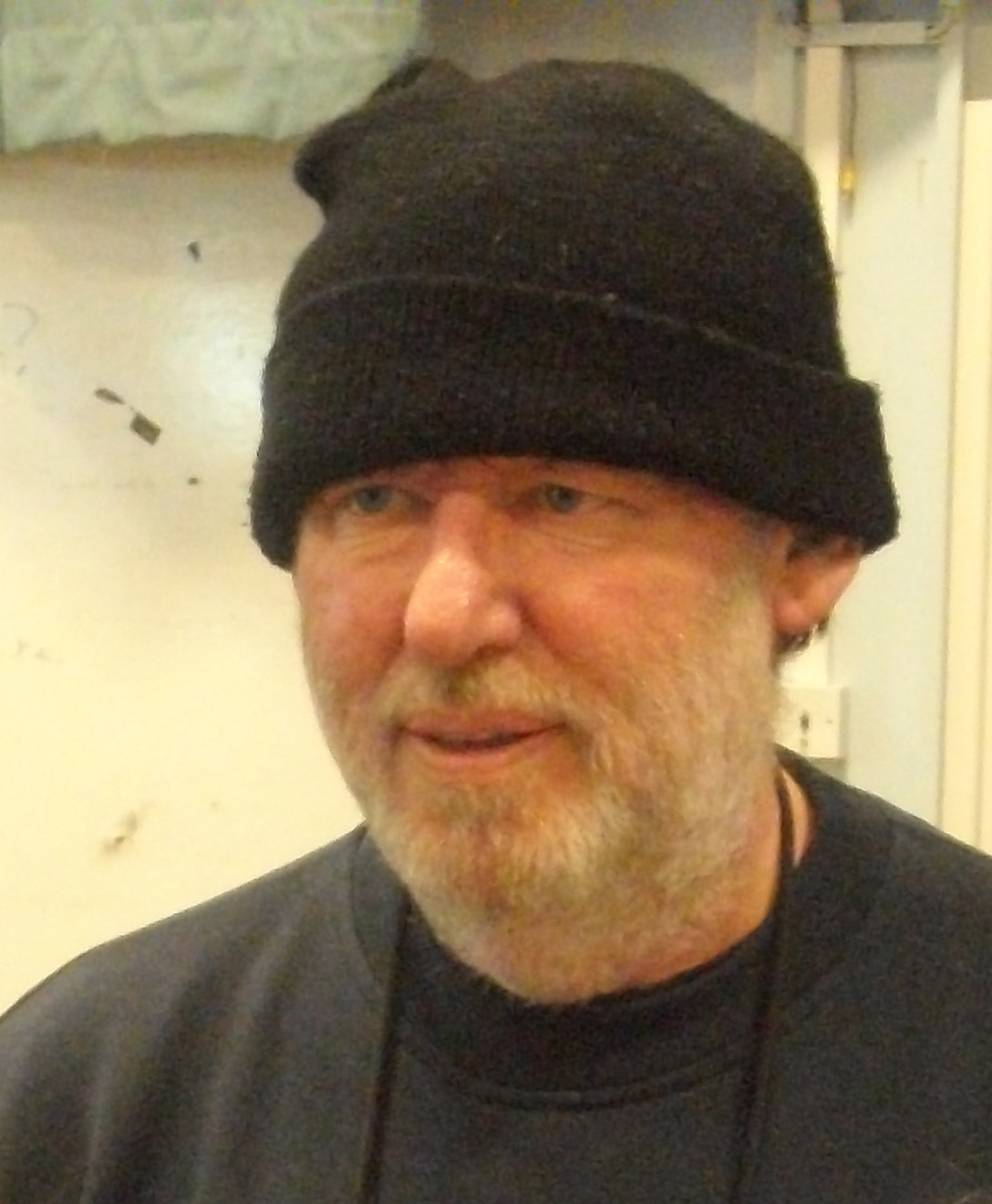
Martin Rushent 2011

Martin Charles Rushent (* 11. Juli 1948 in London, Bezirk Enfield; † 4. Juni 2011 in Upper Basildon, Berkshire, England) war ein englischer Musikproduzent, Arrangeur, Toningenieur, Musikstudiobesitzer, Komponist und Musiker.

## Kindheit
Rushent besuchte die Micheden Grammar School in Southgate, Middlesex. Sein Interesse für die Musikindustrie wurde geweckt, als er als Sänger der Schulband bei Testaufnahmen für EMI in deren Manchester Square Studio mitwirkte. Er selbst bezeichnete es als „großartige Erfahrung“ und wollte Musikproduzent werden. Sein Vater hatte ihm bereits zuvor einen Vierspurrekorder geschenkt, auf dem er eigene Versionen des Liedes Stay der Hollies mit mehreren eigenen Gesangs- und einer Gitarrenspur aufgenommen hatte.
Nach der Schulzeit arbeitete Rushent zunächst in einer Chemiefabrik, kündigte diese Stelle aber wieder, da er ein Geschäft anbahnte, jedoch nicht abschließen durfte. Während er nach einer Anstellung in einem Tonstudio suchte, arbeitete er im Motorenhandel seines Vaters. Nach einer Anstellung etwa 1967 als Filmvorführer im Londoner Synchronstudio Advision Studios half er dort in den Abendstunden als Bediener der Bandmaschinen aus und stieg zum Assistenzingenieur und schließlich zum Toningenieur auf. Er gab die Stelle bei Advision jedoch 1976 letztendlich auf, um als freiberuflicher Toningenieur bei Musikproduktionen zu arbeiten.

## Karriere
In der ersten Hälfte der 1970er arbeitete er als Toningenieur unter anderem für David Essex, T. Rex, Yes sowie Shirley Bassey. Sein 1979 eingerichtetes Tonstudio, das Genetic Sound Studio in Streatley bei Reading, Berkshire, galt in den frühen 1980ern als eines der weltweit modernsten Musikstudios. In den späten 1970ern und frühen 1980ern produzierte er für Buzzcocks, The Stranglers, Generation X, Altered Images und The Human League Charterfolge, darunter das weltweit erfolgreiche Hit-Album Dare! der britischen New-Wave-Band The Human League, für das er 1982 mit einem BRIT-Award als bester britischer Produzent ausgezeichnet wurde. Mit Love and Dancing von The Love Unlimited Orchestra produzierte er auch eines der ersten Remix-Alben. Die British Phonographic Industry zeichnete Love and Dancing mit einer Platinschallplatte aus.
Als Toningenieur arbeitete Rushent in der ersten Hälfte der 1970er Jahre unter anderem für T. Rex und deren Debütalbum Electric Warrior sowie für Fleetwood Mac auf dem Album Future Games. Für die Progband Gentle Giant betreute er die Alben Acquiring the Taste, Three Friends und Octopus; bei letzterem ist am Anfang des Instrumentals The Boys in the Band sein Lachen zu hören. Als Toningenieur für Shirley Bassey, die vor allem durch ihre Titellieder für James-Bond-Filme bekannt ist, arbeitete Rushent über längere Zeit für United Artists Records. Er betreute die Bassey-Alben I, Capricorn, Never Never Never, Nobody Does it Like Me, Good Bad But Beautiful und Love, Life and Feelings. Während dieser Zeit lernte er mit Basseys Produzenten Martin Davis einen Mentor für die Zusammenhänge in der Musikindustrie kennen. Eines seiner letzten Alben als Toningenieur war das David-Essex-Album Out on the Street.
Frühwerke als Produzent waren die Alben Take Off Your Body von Compost (Columbia Records, 1972) und Air Cut von Curved Air (Warner Bros. Records, 1973). Erste Produktionen, bei denen er neben der Produktion auch an der Komposition beteiligt war, sind die Singles Down at the Club von Chaos (Polydor Records, 1973) und Rub Out von Jeff Britton & the Spitfires (Decca, 1976).
Martin Davis, der spätere Gründer von Radar Records und damals A&R-Manager bei United Artists Records, bot Rushent 1977 eine Stelle als Produzent und Talentsucher an. Er gab die freiberufliche Tätigkeit auf und heuerte bei United Artists Records an. Zu dieser Zeit hörte er Grip, ein Demoband der noch unbekannten Band The Stranglers und konnte sie für das Label gewinnen. Er produzierte die ersten drei Alben Rattus Norvegicus, No More Heroes und Black and White der Stranglers. Die ersten beiden Alben entstanden auf einem 16-Spur-Rekorder in sehr kurzer Zeit, indem er die Band ihre Songs mehrfach komplett einspielen ließ und sich dann an die Nachbearbeitung machte. Um den Livesound der Band zu erhalten, beschränkte sich die Produktion auf die Abmischung des Gesangs und Overdubs der Instrumente. Alle drei Alben waren in den UK Top 40 erfolgreich und begründeten Rushents Ruf als Hitproduzent. Neben den Stranglers produzierte er zwischen 1978 und 1980 auch für die Buzzcocks auf den Alben Another Music in a Different Kitchen und Love Bites, für Generation X auf deren Debütalbum Generation X, für 999 auf den Alben High Energy Plan und Separates. Für die französische Band Téléphone produzierte er die Alben Téléphone, Crache Ton Venin und Au Cœur De La Nuit.
Rushent gründet 1979 das zu WEA und Radar Records gehörende Plattenlabel Genetic Records und richtete sich in Goring on Thames bei Reading ein Tonstudio, das Genetic Sound Studio ein. Das Londoner Büro von Genetic Records befand sich direkt über dem Nachtclub Blitz, welcher die Keimzelle für die New-Romantic-Bewegung war. Rushent besuchte häufig den Club und war von dem Sound der mit dem Nachtclub assoziierten Bands Visage, Ultravox und Spandau Ballet begeistert, konnte die Gruppen aber aufgrund von Streitigkeiten mit der Mutterfirma Radar nicht für Genetic Records gewinnen. Visages Debütalbum Visage war das erste in Rushents Studio aufgenommene Album.
Nach der Auflösung der Buzzcocks 1981 bat Pete Shelley ihn um die Produktion von Demobändern, um für ein Soloalbum einen neuen Plattenvertrag zu bekommen. Die Produktion in Rushents Studio endete mit Shelleys Debütalbum für Island Records, Homosapien, bei dem Shelley sang und Gitarre spielte und Rushent Synthesizer und Drumsequenzen übernahm. Das Album ist eine der ersten Veröffentlichungen von Rushents Label Genetic Records. Simon Draper, einer der Mitbegründer von Virgin Records, bat ihn wegen des Drumsounds auf Homosapien, für die Band The Human League etwas Ähnliches zu realisieren. Die Songschreiber und Synthesizerspieler der Band, Martyn Ware und Ian Craig Marsh, hatten The Human League verlassen und Philip Oakey und Adrian Wright formierten sich mit Susan Sulley, Joanne Catherall, Ian Burden sowie Jo Callis (von The Rezillos) neu. Rushent sollte diesen Neuanfang im März 1981 als Produzent betreuen, denn die Presse konzentrierte sich auf Ware und Marsh und deren neuen Bands British Electric Foundation und Heaven 17. Statt das in Sheffield aufgenommene Multitrackband für The Sound of the Crowd im März 1981 jedoch neu abzumischen, schlug Rushent Philip Oakey und Adrian Wright vor, Sheffield zu verlassen und das Stück komplett neu in den Genetic Studios aufzunehmen. Die Band war mit dem Ergebnis zufrieden und die Single erreichte Platz 12 in den britischen Charts. Im August 1981 erreichte die nächste Single von The Human League, Love Action (I Believe in Love), Platz 3 der UK Top 40 und Rushent wurde von Virgin Records beauftragt, ein Album für The Human League zu produzieren. Die Produktion von Dare!, das als Album zwei Platinschallplatten in Großbritannien erreichte, 73 Wochen in den britischen Charts war und sie 4 Wochen anführte, dauerte aufgrund der aufwändigen Programmierung der Sequencer etwa ein Jahr.
Dare! gilt als ein Meilenstein der Schallplattenproduktion. Dare! war wegen des kommerziellen Erfolges der weltweite Durchbruch für The Human League und den britischen Synthie-Pop. Das Album verschmelzt erstmals Synthesizer und elektronische Perkussion mit Mainstream-Popmusik. Die Single Don't You Want Me setzte sich unter anderem in Großbritannien und den Vereinigten Staaten an die Chartspitze und gehört mit über 1,4 Millionen verkauften Tonträgern zu den 25 meistverkauften Singles in Großbritannien. Rushent erhielt für die Produktion von Dare! 1982 den BRIT-Award, The Human League erhielten den BRIT-Award als beste britische Newcomer und eine Nominierung für den Grammy als beste Newcomer. Dare! erhielt eine Nominierung für den BRIT-Award 1982 als bestes Album.
Der kommerzielle Erfolg und der Druck auf neue Veröffentlichungen seitens Virgin Records veranlasste Rushent 1982, eines der ersten Remix-Alben überhaupt, Love and Dancing nachzuschieben, da die Band auf Tournee keine neuen Stücke einspielen konnte. Es ist umstritten, ob Love and Dancing vor Non Stop Ecstatic Dancing (Vertigo / Some Bizzarre, 1982), dem Remix-Album zu Non Stop Erotic Cabaret (Vertigo / Some Bizzarre, 1981) von Soft Cell entstanden ist. Da vor allem Philip Oakey von Love and Dancing nicht begeistert war, wurde das Album in Anlehnung an Barry Whites Love Unlimited Orchestra mit The League Unlimited Orchestra von Rushent veröffentlicht und erreichte Platz 3 in den britischen Albumcharts. Love and Dancing erhielt am 1. November 1986 eine Platin-Schallplatte der BPI. Der Remix wurde mit dem Multitrack-Band von Dare! angefertigt. Rushent stellte durch Laufzeitverzögerungen, Phasenverschiebungen und Rückkoppelungen des Originalbandes neue Spuren her, kopierte sie auf Tonband und spleißte die einzelnen Bandfragmente anschließend wieder zu einem Master zusammen. Das Masterband von Love and Dancing soll etwa 2200 Klebestellen enthalten haben, so dass es nicht vor- und zurückgespult werden konnte, bevor Rushent es auf ein neues Masterband kopierte. Diese Art der Produktion wurde wegweisend für das Remixen von Musikstücken.
Weil Susan Ann Sulley Rushent bei den Vorbereitungen für das Album Hysteria zutiefst beleidigt haben soll, kündigte er die Zusammenarbeit mit The Human League. Stattdessen intensivierte die Arbeit mit anderen Bands wie den Altered Images um Clare Grogan auf der Single Happy Birthday (Epic Records, 1981) und den Alben Pinky Blue und Collected Images, den Go-Go's um Belinda Carlisle für das Album Talk Show und erneut Pete Shelley auf dem Album XL-1.
Er produzierte bis Anfang der 1990er zahlreiche kommerziell erfolgreiche und weniger erfolgreiche Bands, wie The Members, Leisure Process, White China, Then Jerico, Circus Circus Circus sowie Do Re Mi und verkaufte dann sein Studio. Er zog sich aus gesundheitlichen Gründen vollständig aus dem Musikbusiness zurück, nachdem er einige Zeit als Berater für Virgin Records gearbeitet hatte und die Plattenfirma 1992 von Richard Branson verkauft wurde.
Bis zu seinem Tod am 4. Juni 2011 lebte Rushent in Upper Basildon in der Nähe von Reading mit seiner zweiten Frau Ceri Davis und der gemeinsamen Tochter Amy. Er errichtete ein neues Tonstudio und produzierte die Band seines Sohnes James aus der ersten Ehe mit Linda Trott, Does It Offend You, Yeah?, die Girlgroup The Pipettes und den Beatboxer Killa Kela.

## Genetic Sound Studio
Die Idee, Tonstudio und Plattenlabel in einer Hand zu vereinen, basiert auf dem Konzept von Motown mit den Labels Tamla, Motown sowie Gordy und den Motown Recording Studios (Detroit). Er wollte nach dem Vorbild von Phil Spector Schallplatten produzieren und beschäftigte sich intensiv mit Synthesizern, um ein dem „Wall of Sound“ von Spector ähnliches Verfahren der Musikproduktion mit Synthesizern zu erreichen. Er kaufte sich für rund 250.000 britische Pfund neben Studiotechnik ein Fairlight CMI, ein Synclavier, einen Roland MC-8 Microcomposer und einen Roland Jupiter und begann damit zu experimentieren. Der Microcomposer war einer der ersten Sequenzer, das Fairlight CMI einer der ersten Sampler. Beide Geräte zusammen erlaubten die Programmierung komplexer und sehr präziser Rhythmusfolgen, die nicht mehr nach einem akustischen Schlagzeug klangen und keinen Schlagzeuger benötigten. Wenig später sollten Drumcomputer wie der Linn LM-1 oder die TR-Serie von Roland diese Funktionen übernehmen.
Studio 1 wurde nach konventionellen Gesichtspunkten mit einem großen Aufnahmeraum und einem kleinen Kontrollraum errichtet. Der kleine Kontrollraum diente als Vorbild für das Studio 2. Dort wurde die komplette Instrumentierung samt einem 32-Kanal-Mischpult und mehrerer Bandmaschinen in einem relativ kleinen Raum vereint, jedoch nicht starr verkabelt, um größtmögliche Flexibilität zu erhalten. Das Studio hatte nach amerikanischem Vorbild vier Arbeitsbereiche: den Perkussionsbereich (zunächst Dr. Click von Garfield Electronics), den Fairlightbereich, den Synclavierbereich und einen Bereich für analoge Synthesizer (Roland System 700). Ein Computer übersetzte die unterschiedlichen Maschinensprachen zwischen Fairlight, Synclavier und Roland MC.
Das bis dahin übliche Format für die Notation eines 24-Spur-Bandes auf einem einzelnen Blatt veränderte Rushent in die Form eines Buches, bei dem jede Spur eine eigene Seite erhielt. Jede dieser Seiten konnte die Aufnahme Takt für Takt beschreiben und umfasste Angaben zum Tempo, zur Steuerspannung, der Schrittzeit, der Tastenanschlagzeit oder der Nummer des verwendeten Linndrum-Patterns. Diese Notation ist den veränderten Gegebenheiten bei der Aufnahme von Synthesizermusik geschuldet.
Auswahl von Alben, die in diesem Studio entstanden:
- Visage von Visage 1980
- Homosapien von Pete Shelley 1981
- Dare! von The Human League 1981
- Love and Dancing von The Human League 1982
- XL-1 von Pete Shelley 1983
- First and Last and Always von The Sisters of Mercy 1984

## Diskografie (Auszug)
Alben als Toningenieur
- Electric Warrior – T. Rex (Polydor Records, 1971)
- Future Games – Fleetwood Mac (Reprise Records, 1971)
- Three Friends – Gentle Giant (Vertigo Records, 1972)
- I, Capricorn – Shirley Bassey (United Artists Records, 1972)
- Never Never Never – Shirley Bassey (United Artists Records, 1973)
- Nobody Does it Like Me – Shirley Bassey (United Artists Records, 1974)
- Good Bad But Beautiful – Shirley Bassey (United Artists Records, 1975)
- Love, Life and Feelings – Shirley Bassey (United Artists Records, 1976)
- Out on the Street – David Essex (CBS Records, 1976)

Alben als Produzent
- Rattus Norvegicus – The Stranglers (United Artists, 1977)
- No More Heroes – The Stranglers (United Artists, 1977)
- Téléphone – Téléphone (EMI Records, 1977)
- Black and White – The Stranglers (United Artists, 1978)
- Another Music in a Different Kitchen – Buzzcocks (United Artists, 1978)
- Love Bites – Buzzcocks (United Artists, 1978)
- Generation X – Generation X (Chrysalis Records, 1978)
- High Energy Plan – 999 (PVC Records, 1978)
- Separates – 999 (United Artists Records, 1978)
- Crache Ton Venin – Téléphone (EMI Records, 1979)
- The Raven – The Stranglers (United Artists, 1979)
- Au Cœur De La Nuit – Téléphone (EMI Records, 1980)
- Homosapien – Pete Shelley (Island Records / Genetic Records, 1981)
- Dare! – The Human League (Virgin Records, 1981)
- Love and Dancing – The League Unlimited Orchestra (Virgin Records, 1982)
- Pinky Blue – Altered Images (Epic Records, 1982)
- Collected Images – Altered Images (Epic Records, 1984)
- Talk Show – The Go-Go's (I.R.S. Records, 1984)
- XL-1 – Pete Shelley (Island Records / Genetic Records, 1983)

## Preise und Auszeichnungen
- 1982 BRIT Award – Bester Britischer Produzent für Dare!